# Lee (Nueva York)
Lee es un pueblo ubicado en el condado de Oneida en el estado estadounidense de Nueva York. En el año 2000 tenía una población de 6,875 habitantes y una densidad poblacional de 59 personas por km².

## Geografía
Lee se encuentra ubicado en las coordenadas 43°18′31″N 75°30′46″O / 43.30861, -75.51278.

## Demografía
Según la Oficina del Censo en 2000 los ingresos medios por hogar en la localidad eran de $47,074 y los ingresos medios por familia eran $51,676. Los hombres tenían unos ingresos medios de $34,811 frente a los $25,522 para las mujeres. La renta per cápita para la localidad era de $20,588. Alrededor del 8.1% de la población estaban por debajo del umbral de pobreza.